# Basananthe phaulantha
Basananthe phaulantha je biljka iz porodice Passifloraceae, roda Basananthe. Sinonim za ovu biljku je Tryphostemma phaulanthum Dandy, 1927.
Raste u području Tanganjike, današnje Tanzanije, lokalitet Mwanza.

## Vanjske poveznice
- Basananthe na Germplasm Resources Information Network (GRIN)  Arhivirana inačica izvorne stranice od 5. svibnja 2009. (Wayback Machine), SAD-ov odjel za poljodjelstvo, služba za poljodjelska istraživanja.